# Daimler-Heizkraftwerk Sindelfingen
Das Mercedes-Benz-Heizkraftwerk Sindelfingen versorgt das Mercedes-Benz-Werk Sindelfingen mit Dampf, elektrischer Energie und Fernwärme.

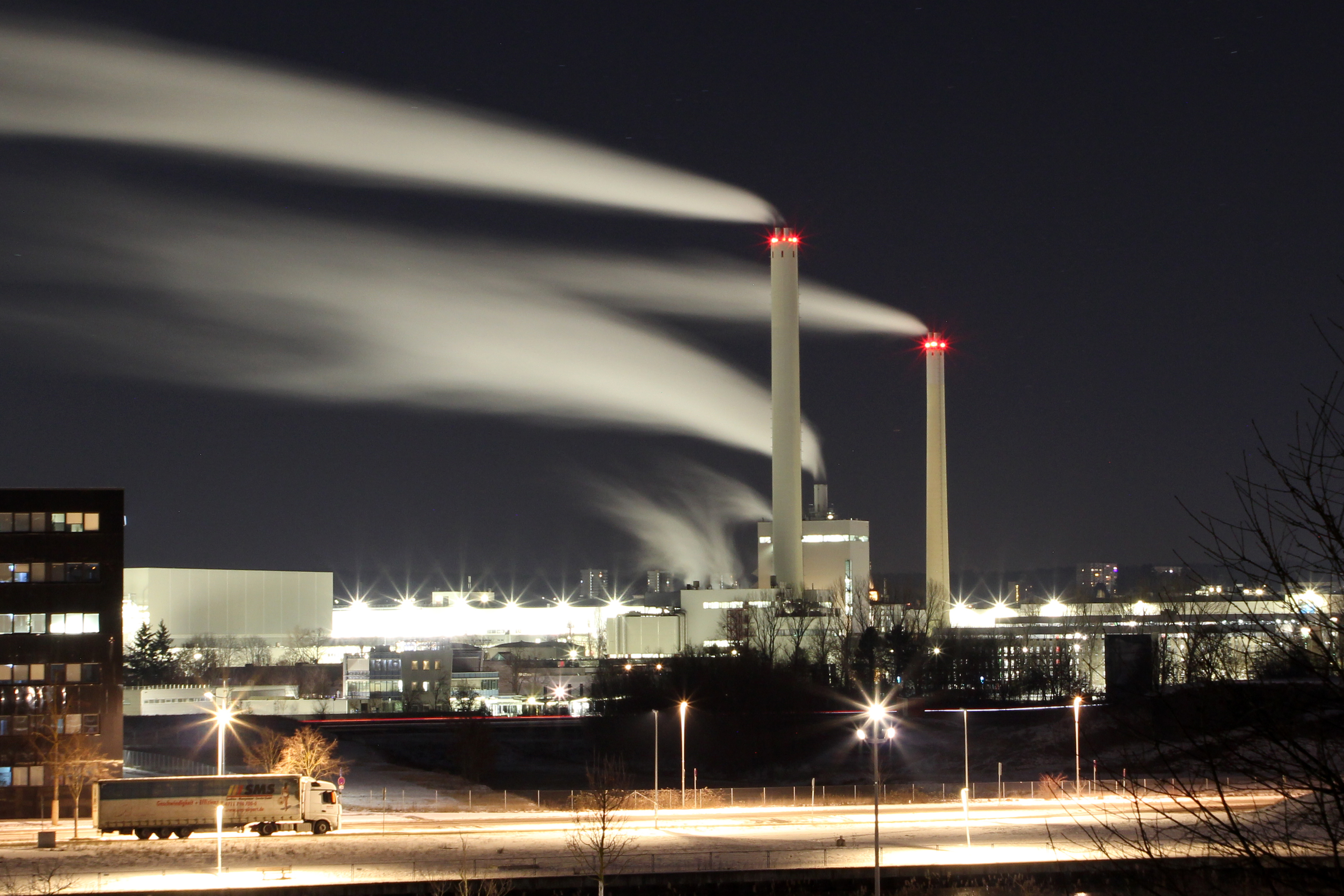
Mercedes-Benz-Heizkraftwerk Sindelfingen in einer kalten Winternacht, vom Böblinger Flugfeld aus

Überschüssige Fernwärme wird an die Stadtwerke Sindelfingen abgeleitet; hierzu existiert eine 30-MW-Fernwärmetrasse und eine dazu redundante Dampfauskopplung von 25 MW. Das Heizkraftwerk ging 1960 in Betrieb. Es war anfänglich schwerölbefeuert und wurde 1986 auf Erdgas umgestellt. Es stellte 2011 eine maximale Wärmeleistung von 35 MWth zur Verfügung und deckte mit einer elektrischen Leistung von 81 MWel den elektrischen Energiebedarf des Werkes zu einem Drittel. Die Wärmeauskopplung an die Stadtwerke war 2011 rund 40 MWth
Das Kraftwerk hat zwei Kamine von 120 m und 100 m Höhe. Ersterer ist das höchste Bauwerk im Landkreis Böblingen und trug von 1999 bis 2009 eine Sendeantenne zur Verbreitung des regionalen Fernsehprogramms R.TV.
Im Oktober 2013 ging eine neue Gasturbine des Herstellers Tognum mit einem Abhitzekessel in Betrieb. Sie hat 31 MW elektrische und 48 MW thermische Leistung. Das Projekt kostete 41 Millionen Euro. Die Gasturbine ist auf 7.500 Vbh/a ausgelegt und wird 230 GWh pro Jahr elektrische Energie erzeugen, was einer Steigerung der Werkserzeugung um 44 % entspricht.
Im Jahr 2018 war die installierte Leistung 101 MWel, damit wurde der Strombedarf des Daimlerwerks zu 76,2 % gedeckt und der Wärmebedarf zu 100 %. Die Leistung wurde zu 99,7 % aus Erdgas und 0,3 % aus leichtem Heizöl gewonnen. Die Heizölfeuerung ist nur für den Notfallbetrieb vorgesehen.